# Аджиманг, Патрик
Патрик К. Аджиманг (англ. Patrick K. Agyemang; 7 ноября 2000, Ист-Хартфорд, Коннектикут, США) — американский футболист, нападающий клуба «Шарлотт» и сборной США.

## Биография

### Ранние годы и университетский футбол
Аджиманг родился и вырос в Ист-Хартфорде, штат Коннектикут, в семье иммигрантов из Ганы. Учился в старшей школе Ист-Хартфорда, где в течение двух лет играл за школьную футбольную команду. Также выступал за юношескую команду «Хартфорд Хеллионс».
В 2018 году Аджиманг поступил в Восточный университет штата Коннектикут и начал выступать за университетскую футбольную команду «Истерн Коннектикут Уорриорс» в третьем дивизионе Национальной ассоциации студенческого спорта. За два сезона в составе «Уорриорс» провёл 39 матчей, забил 30 мячей и отдал десять результативных передач. В сезоне 2018 был назван новичком года в Конференции Little East и был включён в первую символическую сборную Конференции Little East. В сезоне 2019 был назван лучшим игроком атакующего плана Конференции Little East, был включён в первую символическую сборную Конференции Little East, первую символическую сборную региона Новой Англии и третью всеамериканскую символическую сборную United Soccer Coaches Дивизиона III.
В 2020 году Аджиманг перевёлся в Род-Айлендский университет, чтобы выступать за университетскую футбольную команду «Род-Айленд Рэмс» в первом дивизионе NCAA. За три сезона в составе «Рэмс» провёл 37 матчей, забил 19 голов и отдал 12 голевых передач. В сезоне 2021 был включён в первую символическую сборную Конференции Atlantic 10 и символическую сборную чемпионата Конференции Atlantic 10. В сезоне 2022 был включён в первую символическую сборную Конференции Atlantic 10, а также значился в списке наблюдения «Херманн Трофи».
В 2021 году также выступал в Лиге два ЮСЛ за клуб «Уэстерн Масс Пайонирс». Забив шесть голов в 15 матчах регулярного чемпионата и плей-офф, помог клубу завоевать титул чемпиона Восточной конференции.

### Клубная карьера
21 декабря 2022 года на Супердрафте MLS 2023 клуб «Шарлотт» выбрал Аджиманга в первом раунде под общим 12-м номером, после того как выменял этот драфт-пик у «Колорадо Рэпидз» на пик первого раунда Супердрафта MLS 2024 и до $100 тыс. в общих распределительных средствах — $50 тыс. гарантированных и $50 тыс. условных. 24 февраля 2023 года клуб подписал контракт с игроком до конца сезона 2023 с опциями продления до конца сезона 2026. Сезон он начал в «Краун Легаси», резервной команде «Шарлотта» в MLS Next Pro. За первую команду «Шарлотта» дебютировал 24 мая в матче ⅛ финала Открытого кубка США 2023 против «Бирмингем Легион», выйдя на замену в конце второго тайма. В MLS дебютировал 27 мая в матче против «Лос-Анджелес Гэлакси», выйдя на замену перед финальным свистком. 10 июня в матче против «Сиэтл Саундерс» забил свой первый гол в MLS. По окончании сезона 2023 «Шарлотт» задействовал опцию продления контракта Аджиманга. 3 июля 2024 года в матче против «Интер Майами» он получил красную карточку, но не сразу ушёл с поля, за что был оштрафован Дисциплинарным комитетом MLS на нераскрытую сумму. По окончании сезона 2024 «Шарлотт» задействовал опцию продления контракта Аджиманга.

### Международная карьера
6 января 2025 года Аджиманг был впервые вызван в сборную США, в ежегодный январский тренировочный лагерь, включавший товарищеские матчи со сборными Венесуэлы и Коста-Рики. 18 января в матче против Венесуэлы дебютировал за звёздно-полосатую дружину, выйдя в стартовом составе, и забил свой первый международный гол. 22 января в матче против Коста-Рики забил свой второй международный гол.

## Статистика выступлений

### Клубная статистика
| Выступление              | Выступление      | Выступление      | Лига | Лига | Плей-офф | Плей-офф | Кубок | Кубок | Континент | Континент | Итого | Итого |
| Клуб                     | Лига             | Сезон            | Игры | Голы | Игры     | Голы     | Игры  | Голы  | Игры      | Голы      | Игры  | Голы  |
| ------------------------ | ---------------- | ---------------- | ---- | ---- | -------- | -------- | ----- | ----- | --------- | --------- | ----- | ----- |
| Шарлотт                  | MLS              | 2023             | 12   | 1    | 1        | 1        | 1     | 0     | 4         | 2         | 18    | 4     |
| Шарлотт                  | MLS              | 2024             | 31   | 10   | 3        | 0        | —     | —     | 2         | 0         | 36    | 10    |
| Шарлотт                  | Итого            | Итого            | 43   | 11   | 4        | 1        | 1     | 0     | 6         | 2         | 54    | 14    |
| Краун Легаси (фарм-клуб) | MLS Next Pro     | 2023             | 11   | 10   | 1        | 0        | —     | —     | —         | —         | 12    | 10    |
| Всего за карьеру         | Всего за карьеру | Всего за карьеру | 54   | 21   | 5        | 1        | 1     | 0     | 6         | 2         | 66    | 24    |

Источники: Transfermarkt, Soccerway, Football Database EU.

### Международная статистика
| Команда | Год   | Игры | Голы |
| ------- | ----- | ---- | ---- |
| США     |       |      |      |
| 2025    | 2     | 2    |      |
| Всего   | Всего | 2    | 2    |

Источник: National Football Teams.
Голы за сборную
| №  | Дата           | Место                                | Соперник   | Голы | Результат | Турнир            |
| -- | -------------- | ------------------------------------ | ---------- | ---- | --------- | ----------------- |
| 1. | 18 января 2025 | «Чейс Стэдиум», Форт-Лодердейл, США  | Венесуэла  | 2:0  | 3:1       | Товарищеский матч |
| 2. | 22 января 2025 | «Интер-энд-Ко Стэдиум», Орландо, США | Коста-Рика | 3:0  | 3:0       | Товарищеский матч |